# Croton jutiapensis
Espèce
Croton jutiapensis est une espèce de plantes à fleurs du genre Croton et de la famille des Euphorbiaceae, présente du sud-est du Mexique jusqu'au Costa Rica.
Il a pour synonymes :
- Croton ceanothifolius, Standl. & L.O.Williams, 1952
- Croton nicaraguensis, Radcl.-Sm. & Govaerts, 1997
- Croton pluvialis, Standl. & L.O.Williams, 1952